# Де-Антуани, Степан Афанасьевич
Степан Афанасьевич де Антуани (1795 — 14 декабря 1879, Николаев, Николаевское военное губернаторство) — русский морской офицер, генерал-лейтенант флота в отставке (сентябрь 1860). Участник Русско-турецкой войны 1828—1829 годов. Участник в Крымской войны.

## Биография
Во флотской службе с 1815 года (гардемарином), морским офицером — с 1818 года. Офицер Черноморского флота. Капитан-лейтенант с 1831 года. С 1831 года — командир бомбардирского судна «Соперник». Участник Русско-турецкой войны 1828—1829 годов. Капитан 2-го ранга с 1839 года, капитан 1-го ранга с 1846. с 1836 — помощник капитана над Севастопольским портом, с 1851 начальник Керченского адмиралтейства. Принимал участие в Крымской войне 1853—1856 годов. С 1855 года — командир ластовой бригады Черноморского флота. Генерал-майор флота с 1855 года. С 1857 года состоял по Морскому министерству. 8 сентября 1860 году был уволен в отставку с производством в генерал-лейтенанты флота. Умер 14 декабря 1879 года в Николаеве, в возрасте 84 лет. Отпевали в Греческой церкви Николаева 16 декабря 1879 года.
Брат Николай Афанасьевич — капитан 1-го ранга.